# Lou Yangsheng
Lou Yangsheng (chinesisch: 楼 阳 生; Pinyin: Lóu Yángshēng; * Oktober 1959 in Pujiang, Provinz Zhejiang) ist ein chinesischer Politiker und derzeitiger Gouverneur der Provinz Shanxi. Ursprünglich aus der Provinz Zhejiang stammend, war Lou in seiner früheren Karriere der Sekretär der Kommunistischen Partei von Lishui. Er leitete die Propagandaabteilung der Partei in Hainan, bevor er nach Shanxi versetzt wurde.

## Leben
Lou Yangsheng wurde 1959 im Kreis Pujiang von Zhejiang, geboren. Während der Kulturrevolution arbeitete er als aufs Land geschickter Jugendlicher in ländlichen Gebieten in der Nähe seiner Heimatstadt. Im März 1979 war Lou einer der ersten Studenten, die nach der Wiederherstellung der höheren Bildung unter Deng Xiaoping zur Universität zugelassen wurden. Er besuchte die Zhejiang Normal University und trat während seiner Universitätszeit der Kommunistischen Partei Chinas bei. Danach arbeitete er als Mittelschullehrer im Bezirk Longyou. 1984 wurde Lou Sekretär der Kommunistischen Jugendliga des Bezirks und begann damit seine politische Karriere.
Lou verbrachte den größten Teil seiner politischen Karriere in Zhejiang. Im Juni 1997 erwarb er einen Master of Business Administration (MBA) an der Zhejiang-Universität. 1999 arbeitete er kurzzeitig als Gastwissenschaftler an der University of Houston in den Vereinigten Staaten. Im November 1999 wurde er Bürgermeister von Jinhua und wurde später Parteichef der Stadt Lishui. Während seiner Amtszeiten in Jinhua und Lishui arbeitete Lou unter der Leitung des damaligen Parteichefs von Zhejiang, Xi Jinping. Als solcher wurde Lou von politischen Beobachtern als Mitglied der „Zhejiang Armee“ benannt, Politiker, die einst unter Xi gearbeitet haben und seine Regierungsphilosophien teilen.
Im Januar 2008 wurde er stellvertretender Vorsitzender der Politischen Konsultativkonferenz in Zhejiang und Leiter des Zentralabteilung Vereinigte Arbeitsfront der Provinz. Im Januar 2009 verließ Lou Zhejiang, um Mitglied des Ständigen Ausschusses der Partei in Hainan und des Abteilungsleiters der Parteiorganisation der Provinz zu werden. 2012 wurde er nach Hubei versetzt, wo er ebenfalls in verschiedenen Parteifunktionen tätig war.
Nach dem "politischen Erdbeben" von Shanxi im Jahr 2014, das zum Ausschluss zahlreicher hoher Beamter in der Provinz führte, wurde Lou in die Provinz Shanxi verlegt, um stellvertretender Parteichef zu werden; er löste Jin Daoming ab, der wegen Korruption entlassen wurde. Am 30. August 2016 wurde Lou zum amtierenden Gouverneur der Provinz Shanxi ernannt. Er wurde am 28. November 2016 in diesem Amt bestätigt und im November 2019 zum neuen Parteisekretär der Provinz Shanxi ernannt.